# Intoxication professionnelle au manganèse
Une intoxication au manganèse peut être reconnue comme maladie professionnelle dans certains pays, sous certaines conditions.
Cet article relève du domaine de la législation sur la protection sociale et a un caractère davantage  juridique que médical. Pour la description clinique de la maladie se reporter à l'article suivant :

## Législation enFrance

### Régime général
| Fiche Maladie professionnelle | Fiche Maladie professionnelle | Fiche Maladie professionnelle |
| Ce tableau définit les critères à prendre en compte pour qu'une affection provoquée par le manganèse soit prise en charge au titre de la maladie professionnelle | Ce tableau définit les critères à prendre en compte pour qu'une affection provoquée par le manganèse soit prise en charge au titre de la maladie professionnelle | Ce tableau définit les critères à prendre en compte pour qu'une affection provoquée par le manganèse soit prise en charge au titre de la maladie professionnelle |
| Régime Général. Date de création : 9 janvier 1958 | Régime Général. Date de création : 9 janvier 1958 | Régime Général. Date de création : 9 janvier 1958 |
| Tableau N° 39 RG | Tableau N° 39 RG | Tableau N° 39 RG |
| Maladies professionnelles engendrées par le bioxyde de manganèse                                                                                                 | Maladies professionnelles engendrées par le bioxyde de manganèse                                                                                                 | Maladies professionnelles engendrées par le bioxyde de manganèse                                                                                                 |
| --- | --- | --- |
| Désignation des Maladies | Délai de prise en charge | Liste indicative des principaux travaux susceptibles de provoquer ces maladies                                                                                   |
| Syndrome neurologique du type parkinsonien. | 1 an | Extraction, concassage, broyage, tamisage, ensachage et mélange à l'état sec de bioxyde de manganèse, notamment dans la fabrication des piles électriques.       |
| | | Emploi du bioxyde de manganèse pour le vieillissement des tuiles.                                                                                                |
| | | Emploi du bioxyde de manganèse pour la fabrication du verre. |
| | | Broyage et ensachage des scories Thomas renfermant du bioxyde de manganèse.                                                                                      |
| Date de mise à jour : | | |

### Données professionnelles
L’oxyde de manganèse (IV) MnO2 est un composé chimique aussi connu comme dioxyde de manganèse. Il est de couleur noire ou brun. On le trouve naturellement dans la pyrolusite qui est la principale source de manganèse métallique. Il est également présent dans les nodules de manganèse. Les principales applications du MnO2 sont les piles sèches comme les piles alcalines et les piles Zn-Cd. En 1976, cette application correspondait à une consommation d’un demi-million de tonnes annuelles de pyrolusite. Il est aussi utilisé dans la production de permanganates comme KMnO4. Il est largement utilisé comme oxydant en chimie organique, par exemple, pour l’oxydation des alcools allyliques

### Données médicales
L'exposition chronique peut provoquer un syndrome neurologique de type parkinsonien.